# 明石家さんちゃんねる
『明石家さんちゃんねる』（あかしやさんちゃんねる）は、TBS系列にて2006年11月22日から2008年9月3日まで毎週水曜日21:00 - 21:54（JST）に放送されていたバラエティ番組。明石家さんまが司会を務める冠番組。文字多重放送、ハイビジョン制作を実施していた。

## 概要
明石家さんまがメインのバラエティ番組だったが、「ちゃんねる」と付く通り、ひとつの放送局というコンセプトのもと、番組内がいくつかのコーナーで分割されており、それぞれが料理番組やニュース番組などを模した形式となっていた。
メインのさんまにとっての同局のレギュラー番組は、日曜日の19時〜20時に放送されている『さんまのSUPERからくりTV』と合わせて週2本（系列局である毎日放送の『痛快!明石家電視台』も合わせると週3本）になり、プライムタイムでの新番組は1999年（フジテレビの『明石家マンション物語』）以来約7年ぶりだった。
視聴率は、1桁を記録することが多かった。リニューアルなどを経て番組は存続していたが、2008年秋の番組改編により2008年9月3日をもって終了。

## 番組開始について
番組スタッフ側のスケジュール調整の失敗（「ヤングタウン土曜日」でさんま談）で、番組収録予定日を以前から予定されていたさんま主演の舞台「明石家さんまプロデュース 今回はコントだけ!」の練習日と同日に組んでしまったことと、2006年10月31日から始まる「2006世界バレー」の放送枠などの兼ね合いもあって、放送開始日が予定の2006年10月18日から2006年11月22日に延期となった。
10月18日は、「SASUKE2006秋の特別番外編」に、10月25日は、直前に放送されている特番枠「水トク!」の3時間スペシャルに番組変更された。11月1日は、9月に終了した深夜番組「スイッチ!」の特番、8日は、後番組「世界バリバリ★バリュー」の2時間スペシャル、15日は、「AFCアジアカップ2007・予選」の後に「2006世界バレー（女子準決勝ラウンドの録画中継）」にそれぞれ割り当てられた。第1回目のオープニングでは、理由は述べられなかったものの、このことがネタにされている。
ネット局のひとつ、テレビ高知（KUTV）の発行の番組表では、番組開始日を10月31日と書いてしまっていたため、その上に11月22日のシールを貼り隠した。

## 出演者
- 司会：明石家さんま
- レギュラー：飯島直子、工藤静香、次長課長
- コーナーレギュラー：鈴木登紀子（料理研究家）

### 途中降板・加入した出演者
- レギュラー：ガダルカナル・タカ、笑福亭笑瓶、松尾伴内
- 準レギュラー（常連出演者）：メッセンジャー、ペナルティ、たむらけんじ、ケンドーコバヤシ、中川家、FUJIWARA、友近、ふかわりょう、山田花子、タカアンドトシ、フットボールアワー、ほっしゃん。、島田珠代、スピードワゴン、アンジャッシュ、土田晃之、麒麟、カラテカ、竹山隆範（カンニング）、サバンナ、シャンプーハット、ブラックマヨネーズ、平畠啓史（DonDokoDon）、小島よしお、ビビる大木、はるな愛、にしおかすみこ、鳥居みゆき、ハリセンボン　など
- アナウンサー：星野涼子
- コーナーレギュラー：戸田恵子、八木亜希子、広重玲子（当時TBSアナウンサー）

## 主なコーナー
- オープニング

まず「こちらは、明石家さんちゃんねる、明石家さんちゃんねるです。ただ今から放送を開始いたします」と言いながら、ルドイア☆星惑三第風の☆が出てくる。
戸田恵子（コーナーの間にも登場）がニュースキャスターに扮して番組内容を紹介。冒頭ではJNNニュースでも流れている浜崎橋ジャンクションの映像がバックに映る。また、戸田は「これからおやすみになる方も、そしてお目覚めの方も、時刻は9:00になりました。」というようにめざにゅ〜杉崎美香キャスターの台詞を言い、座り方はニュースJAPANの滝川クリステルキャスター風だった。ただし、2007年10月以降は放送されなくなった。
- さんまの企業で働く女性訪問→さんまの会社ミシュラン（途中から改題）

ビビる大木、次長課長ら若手芸人の案内人のもと、さんま、工藤、飯島の3人が都内にある企業（多くは大手企業）の女性に訪問するロケコーナー。途中から若手芸人が乱入してくるというサプライズもあった。大手企業に訪問する場合はその企業のキャッチコピーを依頼することもあった。企業女性紹介BGMは、m-flolovesMINMI「Lotta Love」。2007年10月17日開始。2008年1月30日現在は当番組のメイン企画（合田チーフプロデューサーが担当している「がっちりマンデー!!」の会社リポートではアナウンサーが会社に行ってリポートしているが、この番組に関してはさんまや準レギュラーが会社に行って見学などを行っていた。また、準レギュラー陣の一人が体験リポートをする回もあった）。
- 誰のことを占っているでショー（不定期）

さんまと八木亜希子が司会。2007年4月25日開始、2007年7月11日放送。女性ゲスト3名の中から1名について3人の占い師（小笠原まさや他）に占ってもらい、誰のことを占っていたかを当てるクイズコーナー。飯島、工藤と男性ゲスト1名が解答者だった。千秋は離婚直前に当企画の収録を行った。
- さしめし（不定期）

みのもんたの“さしのみ”に似せて飲み屋の中の設定。飲み屋のお女将（ばぁば（鈴木登紀子））の料理を囲んで、さんまと若手芸人や大御所芸人の2人でトークを繰り広げたコーナー。2007年1月17日開始。10月以降は週2〜3回のペースで放送されていた。
- TBSアナウンサー企画

上記は正式なコーナー名ではないが、2008年4月16日の2時間スペシャル以降、TBSの局アナを登場させる一連の企画群が「企業で働く女性訪問」と並ぶ番組の核の一つとなっていた。世間では地味と評判のTBSアナウンサーをメジャーにしようと、さんまらが各アナウンサーの知られざる一面を引き出そうとさまざまな企画（「女子アナの真実ぶっちゃけ祭り」「アナウンス部相談室」「男子アナウンサーメジャー化計画」など）を行った。しかし、アナウンサー生命上決してプラスと言いがたいようなエピソードまで晒されることも多く、その点については批判も少なくなかった。なお、さんまの意向かどうかは不明だが、これらの一連の企画において、さんまと小林麻耶の直接共演は実現しなくなった。
- ジュリアンを探せ!

上記の一連の企画の一つ。さんまらがTBSのアナウンスルームを訪問した際に、広重アナが「36歳・独身、必死で婿探し中」という事実が明らかになり、2008年4月23日にスタート。テレビを通じて広重の「婿候補」を募集。広重自身も「この企画を通じて絶対に結婚」と宣言していた。

### 2007年9月以前
- 緊急特別番組 芸人プロポーズ大作戦（不定期）

ニュースの密林から派生。2007年4月18日、2007年6月13日放送。さんま・工藤・飯島が「芸人が好きなTBS女性社員」に直接交渉し、交渉に成功するとスタジオで芸人がプロポーズをした。
- SANMA`S DEPPA CAMP

ビリーズ・ブートキャンプのパロディ。芸人のギャグを織り交ぜながらエクササイズをしたコーナー。なお、さんまは本家ビリーが来日した時に当番組で対面した（さんまは同局ドラマ「さとうきび畑の唄」と同じ旧日本軍兵士の格好で登場）。2人は同い年。
- 芸能人100人に聞きました

千原ジュニアが進行。あるお題に、芸能人のもとへジュニアと兄である千原せいじが聞いて回るコーナー。100人の中に、さんま、工藤、飯島の3人も含まれていた。
- 本当にあった勘違い

2007年2月7日放送分からスタートしたコーナーで、視聴者からの投稿で成り立っていた。実際にやってしまった聞き間違いや言い間違いなどを紹介した。また、「勘違い事件」を笑瓶・タカ・伴内の3人による“聖水隊”、温水と若手コント集団“さんちゃんねる劇団”（約10名で毎回メンバーが入れ替わる）がコント仕立てで紹介した。番組内で採用されると、5250円（税込み）が送られ、大賞に選ばれると超豪華商品（さんま直筆の暴露本のみが送られていた（『ふぞろいな秘密』に因む）。暴露本にはモザイクがかかっており、大賞に選ばれないと見ることができないようになっていた）が送られることになっている。
- ニュースの密林

ひな壇に座る芸人とさんまが、最近のニュースを笑いで斬りつつ、そこからトークを展開していくコーナー。コンセプトは「関東と関西から集まった芸人たちによるトーク」。最近では、週替わりでゲストとして女性アイドル2名が出演するようになった（時には飯島・工藤の2人がこの席に座ることもある）。「本当にあった勘違い」のメンバーの大半もこのコーナーに出演していた。番組最終回では『徹子の部屋』にて惨敗した芸人同士のトークを展開した。

### 2007年3月以前
- オープニングトーク

飯島と工藤が、さんまにまつわるトークを展開しつつ、その最中にさんまが登場していた。
- さんま・ばぁばのおいしい時間よ（料理ちゃんねる）

「もう結婚（再婚）をほぼ諦めた」というさんまが、自分1人でも暮らしていくため、料理の腕を上げるべく、“ばぁば”こと鈴木登紀子とともに料理を作るコーナー。作られた料理は、エンディングで、アドゴニーと芸人の2人が試食する。2回目以降は、調理後、さんま・飯島・工藤も試食するようになった。
- さんまの前歯もかわかぬ夜（美女ちゃんねる）

さんまが美女（女性ゲスト）と楽しいトークを繰り広げるコーナー。セットの背景（クロマキーに写しだされる）は、ゲストが選べるようになっており、話の展開や美女が出演しているドラマなどの番組宣伝などにも用いられるため、背景はさんまの操作によって変化するようになっている。また、笑瓶・タカ・伴内の3人による“聖水隊”もスタンバイしており、さんまが、美女に対し変な妄想や魔力に取り憑かれた際、聖水をかける素振りをしながらツッコミも入れていた。

## 備考
- オープニングの提供バックの後、出演者紹介を提供紹介のような形で行う形式を取っていた。2007年3月14日放送分で一旦廃止していたが、同年6月6日以降の「本当にあった勘違い」で再び復活した[注釈 2]。
- 2006年12月13日放送分（4回目放送）では、さんまが石原真理子が自身の著書の中で関係を暴露したことについてコメントしたことが時事ネタということもあり話題となった。
- 当番組の拡大放送は、唯一2008年4月16日放送分の2時間スペシャルのみにとどまった。
- 歴代最高視聴率は2007年4月18日放送の12.8%。この回はタイトルロゴリニューアル初回で、ゲストとして織田裕二が出演した[注釈 3]。
- 飯島は当時、日本テレビ系列『1億3000万人が選ぶ!ベストアーティスト』（現：『日テレ系音楽の祭典 ベストアーティスト』）の司会を担当していたが、2006年放送分については本番組が『ベストアーティスト』の裏番組となったため出演を見合わせた[注釈 4]。翌2007年は『ベストアーティスト』の曜日変更により飯島が司会復帰した。
- 基本的に飯島・工藤の2人はレギュラー出演だが、2007年6月20日の放送では揃って欠席していた。
- 2007年10月に開始した「さんまの企業で働く女性訪問」のコーナーは多くは大手企業へ訪問するが、当番組のスポンサーにはつかなかった。2008年1月30日放送は「三井ホーム」に訪問して番組内で企業宣伝を行った。
- 番組最終回となった2008年9月3日放送分では番組終了に関する挨拶は特に無く、さんまを始めとする出演者からも最終回を示唆する発言などは無かった一方で、エンディングでガガガSPの曲と共に2年間のVTR総集編を3分程度流して最後を締めくくった。

## スタッフ
- 構成：大岩賞介、桜井慎一、荒木美子、木野聡、酒井健作、田中到、村上大樹、石津聡、寺田智和、勝木友香、大悟法弘一、遠藤紘司
- ナレーター：田子千尋、小松由佳
- TP：小林敏之
- TD：坂口司
- カメラ：中島文章
- VE：宇都宮勝
- 音声：相馬敦
- 照明：柳内啓司
- ロケカメラ：小川利行
- ロケVE：宮本学
- ロケ音声：加瀬悦史
- ロケ照明：長谷川英樹
- 美術プロデューサー：西條貴子
- 美術デザイン：山口智広、太田卓志
- 美術制作：中村嘉邦
- 装置：森田正樹
- 大道具操作：福田良二
- 装飾：田村健治
- メカシステム：大谷圭一
- 電飾：真鍋明
- 植木装飾：吉野敏晴
- 衣裳：横尾毅
- 持道具：貞中照美
- メイク：伊藤杏奈
- CG：PDトウキョウ
- 編集：持田真吾、海老原博和
- MA：的池将
- 音響効果：竹田周二、小谷実希
- TK：滝本優子
- 番宣：小林久幸
- 協力：東通、ニユーテレス
- 制作協力：吉本興業
- AP：五味渕英、住田雄一、橘昌余
- ディレクター：渡辺信也、重藤尚志、住田崇、山口伸一郎、馬場哉、松本真、水元とおる、田村恵里、前島隆昭、岸田大輔、太田憲一
- 総合演出：角田陽一郎
- プロデューサー：近藤誠、角田陽一郎、岡本昭彦
- チーフプロデューサー：合田隆信
- 制作：TBSテレビ
- 製作著作：TBS

### 過去のスタッフ
- ナレーター：銀河万丈、秋沢淳子（TBSアナウンサー）
- 音声：北村玲奈
- ロケカメラ：村上勢至
- ロケ音声：宇佐美 浩
- ロケ照明：浜田英弘
- オープニングアニメ：やなせたかし / JCF、青木雄三、正木直行
- タイトルコール：戸田恵子
- さんちゃん装置：Muku studio（野出正和）、プリント工房（野口浩之）
- CG：横木慶輔
- 協力：東京オフラインセンター、OMNIBUS JAPAN、FLT
- AP：井城麻衣子、竹内文子、石田桂子、河野康弘
- チーフプロデューサー：戸髙正啓→吉田裕二